# Шадура (село)
Шаду́ра — село в Україні, у Житомирському районі Житомирської області. Входить до складу Хорошівської селищної громади. Населення становить 69 осіб.

## Географія
Географічні координати: 50°42' пн. ш. 28°23' сх. д. Часовий пояс — UTC+2. Загальна площа села — 4,8 км².
Шадура розташована в межах природно-географічного краю Полісся і за 17 км від центру громади — міста Хорошів. Найближча залізнична станція — Нова Борова, за 37 км.
На південно-західній околиці села бере початок річка Шадура.

## Історія
На мапі 1911—1912 років населений пункт позначений як колонія Шадура з 50 дворами.
У 1932–1933 роках село постраждало від Голодомору. За свідченнями очевидців кількість померлих склала щонайменше 3 особи, імена яких встановлено.

## Населення
За даними перепису 2001 року населення села становило 69 осіб, з них 98,55 % зазначили рідною українську мову, а 1,45 % — російську.